# 7 latidos
7 latidos es el título del noveno álbum de estudio grabado por la agrupación mexicana, y el segundo bajo su nuevo nombre, OV7. Fue lanzado al mercado bajo el sello discográfico Epic  el 30 de octubre de 2001 y es su primero para el sello después de tres álbumes con Columbia (un otro sello de Sony). El álbum fue grabado durante junio-julio de 2001 y fue producido por Loris Ceroni y coproducido por Ettore Grenci. Sus canciones más populares son «Love Colada» y «Aum, aum».

## Lista de canciones
| 7 latidos |                                                         |          |  |
| N.º       | Título                                                  | Duración |  |
| 1.        | «Tengo el control» (Chicas)                             | 3:22     |  |
| 2.        | «Te necesito» (Óscar, Érika, Ari y Mariana)             | 4:17     |  |
| 3.        | «Aum, aum» (Kalimba, Lidia, Ari, Érika y Óscar)         | 3:42     |  |
| 4.        | «Love colada» (Lidia, Óscar, Ari y Mariana)             | 3:02     |  |
| 5.        | «Fantasmas» (Chicos)                                    | 3:37     |  |
| 6.        | «Go Baby» (Érika y M'Balia)                             | 2:59     |  |
| 7.        | «Eres tú» (Mariana, Óscar y Ari)                        | 3:43     |  |
| 8.        | «Fascination» (Kalimba, Mariana, Óscar, Érika y Ari)    | 3:06     |  |
| 9.        | «Una na na» (Óscar y Mariana)                           | 3:59     |  |
| 10.       | «Tan solo» (Chicos)                                     | 3:30     |  |
| 11.       | «Somos un mundo» (Ari, Lidia, Kalimba, Óscar y Mariana) | 3:15     |  |
| 12.       | «Joy» (Kalimba, Mariana, Óscar y Ari)                   | 3:48     |  |
| 13.       | «7 latidos» (Todos)                                     | 2:59     |  |
| 14.       | «Bajen todas las armas» (Mariana y Óscar)               | 3:07     |  |
| 15.       | «Ov7nation» (Kalimba, Mariana, Ari, Érika y Óscar)      | 3:22     |  |
| 51:44     |                                                         |          |  |

## Certificaciones
| Región            | Certificación | Ventas |
| ----------------- | ------------- | ------ |
| México (AMPROFON) | Platino       | 80,000 |